# Grupo Cultural e Recreativo Semente
O Grupo Cultural e Recreativo Semente, fundado em 1977, anda por terras lusas e pelo mundo a promover as origens das gentes de Esmojães, na freguesia de Anta.
Criado por um grupo de amigos, esta colectividade prima pela etnografia e pela tradição de seus antepassados.
Sediada na Rua de S. Mamede, nos altos-céus da vila de Anta (Espinho), é composta por cerca de 40 elementos activos que trabalham em conjunto para demonstrar como era a vida do povo e da Nobreza.
Durante o ano, este grupo participa em festivais por todo o Portugal, já tendo também participado em festivais para lá das fronteiras portuguesas, nomeadamente no Brasil, França, Espanha e Itália.